# Пучсерда (хоккейный клуб)
«Пучсерда» — испанский хоккейный клуб из одноимённого города. Выступает в Испанской хоккейной суперлиге. Основан в 1956 году. Домашний стадион клуба — Писта де Гель Пучсерда.

## Достижения клуба
- Испанская хоккейная суперлига
  - Победители (6) : 	1986, 1989, 2006, 2007, 2008, 2020

- Кубок Короля Испании по хоккею
  - Обладатели (12) : 1983, 1984, 1986, 1987, 1992, 1999, 2004, 2005, 2007, 2008, 2009, 2010.

## Форма

Форма клуба